# Josat
Josat är en kommun i departementet Haute-Loire i regionen Auvergne-Rhône-Alpes i centrala Frankrike. Kommunen ligger i kantonen Paulhaguet som tillhör arrondissementet Brioude. År 2022 hade Josat 82 invånare.

## Befolkningsutveckling
Antalet invånare i kommunen Josat
| Referens: INSEE |